# Sejm zwyczajny 1672
Sejm 1672 – sejm zwyczajny I Rzeczypospolitej został zwołany 30 października 1671 roku do Warszawy. 
Sejmiki przedsejmowe w województwach odbyły się 15 grudnia 1671 roku, a główny sejmik grudziądzki odbył się 7 stycznia 1672 roku. Marszałkiem sejmu  obrano Marcina Oborskiego, starostę liwskiego. Obrady sejmu trwały od 26 stycznia do 14 marca 1672 roku. Sejm został zerwany przez Kazimierza Grudzińskiego.